# Sebastian Krückl
Sebastian Krückl (* 12. Juli 1905 in Bayerisch Eisenstein; † 24. November 1988 in Aubing) war ein deutscher Radrennfahrer und nationaler Meister im Radsport.

## Sportliche Laufbahn
„Waste“ Krückl trat im Juni 1920 dem Verein Rad-Renn-Club 1902 München, dem seinerzeit auch Fahrer wie Ludwig Hörmann angehörten, bei. 1934 wurde er Deutscher Meister im Straßenrennen der Amateure vor der Erfurter Hans Fuhrmann. Mitte der 1930er Jahre war er Kapitän der deutschen Nationalmannschaft. Zweimal, 1934 und 1935, nahm er für Deutschland an den UCI-Straßen-Weltmeisterschaften teil, schied aber jeweils aus dem Rennen aus. Zu seinen herausragenden Erfolgen zählten die Siege bei Rund um München 1931, Quer durch das Bayrische Hochland 1936, Innsbruck–Bregenz 1931, sowie ein Etappensieg bei der Ungarn-Rundfahrt 1931. Seine Chancen auf den Gesamtsieg verlor er (in Führung liegend) bei einem Sturz, der ihn zur Aufgabe des Rennens zwang. In den 1930er Jahren gewann er weiterhin Rennen wie den Großen Sachsen-Preis, Rund um Breslau und Quer durch Baden-Württemberg. 1937 wurde er Präsident seines Vereines.